# Venera 12
Venera 12 (tiếng Nga: Венера-12 có nghĩa là Sao Kim 12) là một nhiệm vụ không gian không người lái của Liên Xô để khám phá hành tinh sao Kim. Venera 12 được phóng lên vào ngày 14 tháng 9 năm 1978 lúc 02:25:13 UTC.
Tách rời tàu quỹ đạo vào ngày 19 tháng 12 năm 1978, tàu hạ cánh rơi vào khí quyển sao Kim hai ngày sau đó với tốc độ 11,2 km/s. Trong thời gian ban đầu, nó sử dụng phanh động lực học theo sau là phanh dù và kết thúc bằng phanh khí quyển. Nó đã hạ cánh nhẹ nhàng trên bề mặt lúc 06:30 giờ Moscow (0330 UT) vào ngày 21 tháng 12 sau một thời gian đi xuống khoảng 1 giờ. Tốc độ tại thời điểm chạm đất là 7–8 m/s. Các tọa độ đích là 7°S 294°E. Tàu hạ cánh truyền dữ liệu đến tàu quỹ đạo trong 110 phút sau khi chạm xuống đất cho đến khi tàu quỹ đạo di chuyển ra khỏi phạm vi truyền tin trong khi vẫn còn quay quanh Mặt Trời trong một quỹ đạo nhật tâm. Các thiết bị máy móc lắp đặt là giống hệt nhau trên Venera 11 và 12.

## Tàu quỹ đạo
Tàu quỹ đạo Venera 12 mang thiết bị dò gió mặt trời, thiết bị điện tử ion quyển và hai thiết bị phát hiện tia gamma - KONUS do Liên Xô chế tạo và SIGNE do Pháp chế tạo 2. Thiết bị dò SIGNE 2 đồng thời bay trên Venera 12 và Prognoz 7 để cho phép xác định tam giác lượng nguồn tia gamma. Trước và sau khi bay qua sao Kim, Venera 11 và Venera 12 đã thu thập các cấu hình thời gian chi tiết cho 143 vụ nổ tia gamma, dẫn đến danh mục đầu tiên của các sự kiện như vậy. Vụ nổ tia gamma cuối cùng được Venera 12 báo cáo xảy ra vào ngày 5 tháng 1 năm 1980. Venera 12 sử dụng phổ kế tia cực tím để nghiên cứu sao chổi Bradfield (C/1979 Y1) vào ngày 13 tháng 2 năm 1980 và báo cáo dữ liệu quang phổ cho đến ngày 19 tháng 3 năm 1980.